# 新加坡腾飞之狮
新加坡騰飛之獅（英語：Singapore Slingers）是澳洲國家籃球聯賽首支以亞洲作為主場的籃球隊，而球隊在2006/07賽季加盟聯賽，但於2009/10賽季轉加盟當年新成立的東南亞職業籃球聯賽。

## 球隊歷史
在新加坡籃球協會主席黃守金主導下，於2006年買下有著27年歷史的澳洲球團，並取名新加坡騰飛之獅。
隨後在2006和2008兩個球季球隊都有參加澳洲國家籃球聯賽，成為有史以來首支同時，也是目前唯一一支曾經參加澳洲國家籃球聯賽的亞洲球隊。
直到2008年，球隊退出NBL後曾短暫參與新加坡挑戰盃系列賽，到2009年再轉戰東南亞職業籃球聯賽，成為創始球隊。
2009–10以10勝5敗最終準決賽輸給印尼年輕騎士拿到第三名
2010–11以7勝8敗準決賽輸給曼谷高科技最終拿到第四名
2012以9勝12敗例行賽最終拿到第五名
2013以7勝15敗例行賽最終拿到第五名
2014以1勝8敗例行賽最終拿到第三名準決賽輸給打馬來西亞猛龍最終拿到第三名
2015–16年以16勝4敗與西港馬來西亞猛龍相同，例行賽最終拿到第二名準決賽戰勝曼谷高科技，決賽對西港馬來西亞猛龍總勝數2-3拿到第二名
2016–17年以13勝7敗例行賽最終拿到第二名，準決賽戰勝菲律賓火焰連續兩年進入決賽，對香港東方龍獅總勝數1-3再次拿到第二名
2015–16年以12勝8敗例行賽最終拿到第五名挑戰賽輸給莫諾吸血鬼
2018–19年以16勝10敗例行賽最終拿到第三名，半準決賽戰勝澳門黑熊，準決賽更戰勝香港東方龍獅也是四年內三度進入決賽，對印尼CLS騎士總勝數2-3第三度拿到第二名

## 球隊場館
新加坡騰飛之獅的主場館華僑銀行室內體育館。

## 歷任教練
- Gordon McLeod (2006–08)
- Frank Arsego (2009–10)
- 梁明祥 (2010–present)

## 外部連結
- 官方网站